# Bickleton
Bickleton é uma Região censo-designada localizada no estado norte-americano de Washington, no Condado de Klickitat.

## Demografia
Segundo o censo norte-americano de 2000, a sua população era de 113 habitantes.

## Geografia
De acordo com o United States Census Bureau tem uma área de 
33,4 km², dos quais 33,4 km² cobertos por terra e 0,0 km² cobertos por água. Bickleton localiza-se a aproximadamente 920 m acima do nível do mar.

## Localidades na vizinhança
O diagrama seguinte representa as localidades num raio de 36 km ao redor de Bickleton. 